# Dohrniphora knabi
Dohrniphora knabi är en tvåvingeart som beskrevs av Malloch 1912. Dohrniphora knabi ingår i släktet Dohrniphora och familjen puckelflugor.
Artens utbredningsområde är Panama. Inga underarter finns listade i Catalogue of Life.